# آركنويد
آركنويد (بالإنجليزية: Arkanoid)، هي لعبة فيديو يابانية، من تطوير ونشر شركة تايتو، صدرت في الأسواق سنة 1986, وتعمل على عدة منصات، ومن بينها نينتندو إنترتينمنت سيستم، كومودور 64، إم إس-دوس، وغيرها.